# Catedral de Nuestra Señora del Carmen (Machiques)
La Catedral de Nuestra Señora del Carmen o simplemente Catedral de Machiques es el nombre que recibe un templo que está afiliado a la Iglesia Católica y se encuentra localizado entre las Calles Páez y Sucre y avenidas Santa Teresa y Artes a un lado de la Plaza Bolívar de la ciudad de Machiques en el Municipio Machiques de Perijá en la parte occidental del Estado Zulia, en la Región Zuliana una de las divisiones político administrativas del país sudamericano de Venezuela.
El edificio religioso se rige por el rito romano o latino y funciona como la catedral de la Diócesis de Machiques (Dioecesis Machiquesensis) que fue creada el  9 de abril de 2011 mediante la bula Cum Vicariatus del Papa Benedicto XVI reemplazando el vicariato apostólico previamente existente en la misma jurisdicción.
Esta bajo la responsabilidad pastoral del obispo Nicolás Gregorio Nava Rojas. En el 2015 la catedral celebró 125 años de su fundación con diversas actividades como misas, cadenas de oraciones, adoración al santísimo, recolección de fondos para ayudar a otras iglesias, etc.